# Допоміжні кораблі типу «Ельба»

## Історія будівництва
Допоміжні кораблі типу «Ельба» — були розроблені в 1985-х роках німецькими суднобудівними компаніями. Серія з шести плавбаз типу «Ельба» (проєкт 404), призначених для мобільного забезпечення в морі ракетних і торпедних катерів і тральщиків в зоні відповідальності національних військово-морських сил. Усі кораблі названо на честь німецьких річок.
Основними завданнями цих судів є ремонт, відновлення і діагностика техніки і зброї, забезпечення кораблів паливно-мастильними матеріалами, продовольством, боєприпасами і спорядженням, а також за необхідності електроенергією.
Судно здатне перевозити 450 т дизельного палива, 11 т машинної оливи, 27 т продовольства, 150 т прісної води, 130 т боєприпасів і спорядження. На палубі може розміщуватися вертоліт NH90 або Sea King .
Довжина 101 метр, ширина 15 метрів. Вантажомісткість — 3586 тонни.

## Конструкція
Обладнання плавбази дозволяє заправляти при стоянці на якорі одночасно до п'яти ракетних катерів або тральщиків. Система управління передачею рідких вантажів забезпечує завдання необхідного для передачі кількості палива, контроль роботи насосів по робочому тиску, облік кількості переданого вантажу, відображення аварійної зупинки в разі підвищення або різкого падіння тиску в трубопроводі.
При розриві шланга або за інших аварійних випадків передбачено встановлення виносних постів екстреної зупинки насосів на верхній палубі плавбази і передача кабелів з пультами на кораблі, що приймають вантажі. Всі шланги системи передачі рідких вантажів мають з'єднання, які самі замикаються .
Система передачі палива має чотири незалежні лінії: по дві для заправки двох кораблів траверзним способом і кільватерним (з носа і корми). У першому випадку в середній частині судна встановлено дві в'юшки з паливними шлангами завдовжки 50 м. З метою забезпечення заправки другим способом на швидкості до 10 уз на двох співвісних в'юшках з електрогідравлічним приводом є шланги довжиною 120 м, посилені сталевим тросом.
Особливістю плавбаз типу «Ельба» є використання змінних контейнерних модулів, склад яких залежить від характеру бойової діяльності забезпечуваних кораблів. Модулі формуються з контейнерів стандартних розмірів масою до 7,5 т. Для всієї серії плавбаз цього проекту був розроблений комплект з 51 контейнера, де є обладнання для механічних і радіотехнічних ремонтних майстерень, приміщень похідного штабу з'єднань кораблів, сховищ документацій, запасних частин, трального озброєння і водолазного спорядження. На палубі кожного судна в два яруси може бути розташоване до 24 контейнерів з обладнанням.

## Список кораблів
| Назва     | Бортовий номер | У складі ВМС | Примітки |
| --------- | -------------- | ------------ | -------- |
| FGS Elbe  | A511           |              |          |
| FGS Mosel | A512           |              |          |
| FGS Rhein | A513           |              |          |
| FGS Werra | A514           |              |          |
| FGS Main  | A515           |              |          |
| FGS Donau | A516           |              |          |